# HD104202
HD104202 — подвійна зоря. 
Ця подвійна система має видиму зоряну величину в смузі V приблизно 7,8.
Вона розташована на відстані близько 373,2 світлових років від Сонця.

## Подвійна зоря
Головна зоря цієї системи належить до хімічно пекулярних зір й має спектральний клас A7.
Інша компонента має  спектральний клас A9.

## Пекулярний хімічний склад
Зоряна атмосфера HD104202 має підвищений вміст 
Sr
.